# Helophilus limosus
Helophilus limosus är en tvåvingeart som beskrevs av Violovitsh 1977. Helophilus limosus ingår i släktet kärrblomflugor, och familjen blomflugor. Inga underarter finns listade i Catalogue of Life.